# Ангел Ангелов (боксьор)
Вижте пояснителната страница за други личности с името Ангел Ангелов.
Ангел Ангелов (Гели или Гелето) е български боксьор и треньор по бокс.

## Биография
Ангел Ангелов е роден на 10 юли 1948 г. Дебютира за националния отбор по бокс направо на Олимпиадата в Мексико през 1968 г. Носител е на сребърен олимпийски медал от Олимпийските игри в Мюнхен през 1972 г.
Дългогодишен старши треньор на националния отбор по бокс (1992 – 1998). Под негово ръководство Даниел Петров в кат. до 48 кг триумфира на Олимпийските игри в Атланта през 1996 г. Пак в този период Гелето е избиран два пъти за треньор N1 на България – през 1993 и 1996 г.
Непосредствено преди Олимпиадата в Мюнхен той и бъдещият шампион в кат. до 51 кг Георги Костадинов са извадени от националния отбор заради употреба на алкохол. С намесата на съветския специалист Борис Никаноров са реабилитирани.